# 성스러운 침입
성스러운 침입(The Divine Invasion)은 미국의 SF 소설가 필립 K. 딕의 장편소설이다. 대한민국에는 필립 K. 딕 걸작선의 7권으로 출간되었다. 작가 자신의 체험담을 토대로 한다. 필립 K. 딕의 장편 중 드물게 가볍고 유쾌하며 풍자적인 작품이라는 평과 방대한 신학적, 철학적 지식과 독자적인 세계관을 근간으로 한 깊이 있는 작품이라는 평을 동시에 받는다.

## 줄거리
하느님은 기원 후 70년에 패배하여 지구 밖으로 쫓겨났으며, 지구는 벨리알이 지배하는 악의 지대이다. 아주 오랜 시간이 흐른 후 벨리알과 최후의 대결을 하여 지구의 사람들을 구하기 위해 하느님은 소행성에 살던 허브 애셔와 리비스 로미를 부모로 택하고, 예언자 일라이어스 테이트를 길잡이 삼아 지구로 돌아온다.
그러나 벨리알의 지배를 받는 지구의 지배자들은 그들의 귀환을 막으려고 온갖 일을 꾸미고, 그들이 꾸민 사고 때문에 하느님의 화신 이매뉴얼은 열 살이 될 때까지 기억을 상실한 채 기억이 되살아날 계기를 기다린다.